# Saint-Aubin-sur-Quillebeuf
Saint-Aubin-sur-Quillebeuf é uma comuna francesa na região administrativa da Normandia, no departamento de Eure. Estende-se por uma área de 12,47 km². Em 2010 a comuna tinha 748 habitantes (densidade: 60 hab./km²).